# Hanauer Gummischuhfabrik

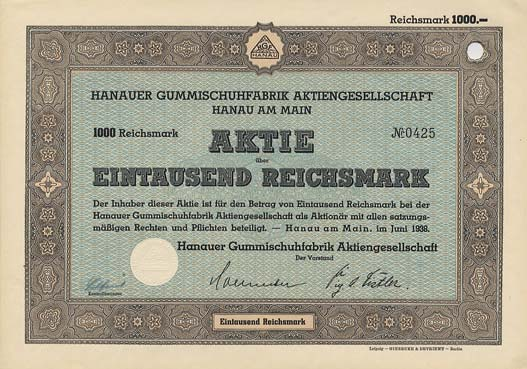
Aktie der Hanauer Gummischuhfabrik AG, 1938

Die Hanauer Gummischuhfabrik AG (kurz HGF) war ein Unternehmen, das Gummischuhwaren aller Art in Hanau herstellte und vertrieb. Das Unternehmen wurde am 1. Juli 1925 als oHG Hanauer Gummischuhfabrik Westheimer & Co., Hanau a. M., gegründet und am 28. März 1938 in eine Aktiengesellschaft umgewandelt. Es stellte Turn-, Tennis-, Sport-, Phantasie-Schuhe mit anvulkanisierter Gummisohle, Überschuhe, Berufsschuhe und Gummisohlen her. Das Unternehmen existierte auch noch nach dem Zweiten Weltkrieg und wies für 1950 einen Gewinn von 144.694 DM aus.